# Boussac, Lot
Boussac är en kommun i departementet Lot i regionen Occitanien i södra Frankrike. Kommunen ligger i kantonen Livernon som tillhör arrondissementet Figeac. År 2022 hade Boussac 182 invånare.

## Befolkningsutveckling
Antalet invånare i kommunen Boussac
| Referens: INSEE |